# Amo Handboll
Amo Handboll (Amo HK), tidigare Alstermo IF Handboll (1971–2017) är en handbollsklubb från Alstermo i Kronobergs län. Alstermo IF:s handbollssektion bildades 1971 och 2017 blev man en självständig förening. Herrlaget debuterade i Handbollsligan säsongen 2023/2024.

## Historia
Alstermo IF:s handbollssektion bildades 1971 av bland andra Allan Myhrberg, Lars-Gunnar Serell, Lars Åberg, Reine Blad och Åke Erlandsson i samband med att en sporthall byggdes i Alstermo. Man startade inte upp sitt första lag förrän säsongen 1974/1975 då man ställde upp med ett lag i Nybros korpserie i handboll. 
1976 ställde man först upp i riktiga seriesammanhang och spelade då i division 4. 1982 Lyckades man ta ytterligare ett kliv och vann sin division 4 serie och avancerade till division 3. 1985 avancerade man vidare och tog sig upp i division 2. Sedan pendlade man mellan tvåan och trean resten av 80- och 90-talet.
Först 1999 lyckades man avancera vidare i seriesystemet och tog sig upp i division 1, där man har spelat större delen av 2000-talet vilket har varit det mest lyckosamma årtiondet i Alstermo IF Handbolls historia. Under 2000-talet har man spelat sammanlagt åtta säsonger i division 1 (säsongerna 1999/2000 och 2001/2002 till 2009/2010). Säsongen 2009/2010 lyckades man med att direktkvalificera sig till Allsvenskan, den näst högsta serien i seriesystemet, vilket innebär att man var ett av de 28 bästa lagen i Handbollssverige. Emellertid lyckades man inte förnya nytt kontrakt under sin första Allsvenska säsong vilket betydde att man fick åter spela i division 1 säsongen 2011/2012. Division 1-sejouren blev dock kortvarig. Efter en väl genomförd säsong lyckades Alstermo åter ta sig till Allsvenskan efter kvalsegrar mot HK Country och GF Kroppskultur.
Efter säsongen 2016/2017 bröt sig handbollssektionen ur Alstermo IF. Klubbens nya namn blev Amo Handboll.
Amo Handboll spelade elitseriekval säsongerna 2003/2004, 2016/2017, 2020/2021 och 2021/2022 men blev kvar i Allsvenskan. Säsongen 2022/2023 vann de Allsvenskan och blev därmed uppflyttade till Handbollsligan för första gången någonsin. De tog bronsmedalj i Svenska cupen 2023/2024.

## Spelartruppen
| Nr | Land    | Pos | Namn                          |
| -- | ------- | --- | ----------------------------- |
| 1  | Norge   | MV  | Thomas Langerud Kristoffersen |
| 12 | Sverige | MV  | Erik Helgsten                 |
| 16 | Danmark | MV  | Mathias Christiensen          |
| 3  | Danmark | V9  | Mathias Mark Pedersen         |
| 4  | Danmark | M6  | Anders Christiansen           |
| 5  | Sverige | V6  | Lynx Beverskog                |
| 10 | Danmark | 9M  | Jonas Jensen                  |
| 13 | Sverige | H6  | Allex Hugosson                |

| Nr | Land     | Pos | Namn                     |
| -- | -------- | --- | ------------------------ |
| 23 | Sverige  | H6  | Hampus Karlsson          |
| 33 | Grönland | 9M  | Minik Dahl Hoegh         |
| 34 | Sverige  | 9M  | Anders Forsell Schefvert |
| 38 | Tyskland | V9  | Nils Schröder            |
| 40 | Sverige  | H9  | Elias Lundstad           |
| 42 | Danmark  | M6  | Jacob Jensen             |
| 44 | Sverige  | M6  | Erik Östling             |
| 93 | Island   | H9  | Arnar Birkir Halfdansson |